# Cortometraggi Pixar
Elenco dei Cortometraggi prodotti dalla Pixar dagli anni ottanta in poi.

## Storia
Ci sono principalmente cinque tipi di cortometraggio prodotti da Pixar Animation Studios:
- Prove di computer grafica, presentati in varie edizioni del SIGGRAPH negli anni '80;
- Cortometraggi cinematografici distribuiti per la prima volta nei cinema abbinati ai lungometraggi che la Pixar ha cominciato a produrre dal 1995;
- Cortometraggi per l'home video, la televisione e per lo streaming, ovvero cortometraggi realizzati appositamente come materiale extra per l'edizione in DVD dei lungometraggi, realizzati per la televisione e per lo streaming sulla piattaforma Disney+, dai quali riprendono alcuni personaggi o alcuni momenti della storia non mostrati nel film principale;
- Cortometraggi promozionali realizzati per la promozione di un film attraverso internet e la televisione; i primi cortometraggi di questo genere sono stati prodotti per Toy Story 3.
- SparkShorts: un programma che consiste nel dare ai dipendenti della Pixar sei mesi e un budget limitato per lo sviluppo di cortometraggi indipendenti, tutti basati su esperienze personali. Il programma è stato sviluppato anche per trovare nuovi registi alla Pixar.

Nella prima categoria è consuetudine far rientrare il cortometraggio Le avventure  di André e Wally B. del 1984, ufficialmente diretto da Alvy Ray Smith ma realizzato di fatto da John Lasseter e la sezione di Computer Graphics della LucasFilm, guidata da Ed Catmull, quando ancora la Pixar non era nata come società.
I cortometraggi della prima categoria (incluso André e Wally B., appunto) erano stati pubblicati in una VHS del 1996, distribuita dalla Disney, dal titolo Tiny Toy Stories.
Il 7 novembre 2007 ne è uscita la versione digitale (in DVD e Bluray) contenente anche gli altri cortometraggi: I corti Pixar collection - primo volume contenente tutti i cortometraggi distribuiti fino a quel momento.
I cortometraggi della seconda categoria sono prodotti dalla Pixar indipendentemente dalla Walt Disney fino al 2006. I cortometraggi della terza categoria invece sono tratti dai lungometraggi (co-prodotti dalla Disney) quindi anche questi appartengono a entrambe le società. Da quando la Disney ha acquistato la Pixar ovviamente non ha più senso fare una differenziazione, ma i cortometraggi cinematografici dal 2006 in poi continueranno comunque, come i lungometraggi, ad essere marchiati anche "Pixar".
 Nota bene: in oro sono evidenziate le categorie in cui il premio è stato vinto; in grigio le categorie in cui il film è stato soltanto nominato.

## Cortometraggi originali in computer grafica
| Anno | Titolo                           | Titolo originale                     | Regia          | Premi                                           | Note |
| ---- | -------------------------------- | ------------------------------------ | -------------- | ----------------------------------------------- | --- |
| 1984 | Le avventure di André & Wally B. | The Adventures of André and Wally B. | Alvy Ray Smith | —                                               | |
| 1986 | Luxo Junior                      | Luxo Jr.                             | John Lasseter  | Academy Awards - Miglior cortometraggio animato | è stato il primo film animato in computer grafica a ricevere una nomination agli Oscar. È stato successivamente abbinato a Toy Story 2 ma solamente nei cinema e in alcuni DVD e VHS. |
| 1987 | Il sogno di Red                  | Red's Dream                          | John Lasseter  | —                                               | |
| 1988 | Tin Toy                          | Tin Toy                              | John Lasseter  | Academy Awards - Miglior cortometraggio animato | Tin toy è stato il primo film animato in computer grafica a vincere un Oscar. È stato successivamente abbinato a Toy Story ma solo nell'edizione uscita nei cinema. |
| 1989 | Knick Knack                      | Knick Knack                          | John Lasseter  | —                                               | Knick Knack è stato ridistribuito al cinema nel 2003 con Alla ricerca di Nemo, in una versione restaurata e censurata in alcune scene (il seno di due personaggi femminili è stato appiattito). La versione non censurata è presente nella VHS Tiny Toy Stories, e una delle scene "incriminate" è nascosta nel film Toy Story 2, quando il personaggio di Hamm fa zapping in TV e scorre una carrellata di immagini tratte dai primi cortometraggi Pixar, fra cui appunto questo. La versione censurata è invece inserita come extra nel DVD di Alla ricerca di Nemo e nella compilation I corti Pixar collection. |

## Cortometraggi cinematografici originali
| Anno | Titolo                              | Titolo originale    | Regia                         | Abbinato a:          | Premi |
| ---- | ----------------------------------- | ------------------- | ----------------------------- | -------------------- | --- |
| 1997 | Il gioco di Geri                    | Geri's Game         | Jan Pinkava                   | A Bug's Life         | Academy Awards - Miglior cortometraggio animato Annie Awards - Miglior cortometraggio animato                      |
| 2000 | Pennuti spennati                    | For the Birds       | Ralph Eggleston               | Monsters & Co.       | Academy Awards - Miglior cortometraggio animato Annie Awards - Miglior cortometraggio animato                      |
| 2003 | L'agnello rimbalzello               | Boundin'            | Bud Luckey                    | Gli Incredibili      | Academy Awards - Miglior cortometraggio animato Annie Awards - Miglior cortometraggio animato                      |
| 2005 | One Man Band                        | One Man Band        | Mark Andrews e Andrew Jimenez | Cars                 | Academy Awards - Miglior cortometraggio animato                                                                    |
| 2006 | Stu - Anche un alieno può sbagliare | Lifted              | Gary Rydstrom                 | Ratatouille          | Academy Awards - Miglior cortometraggio animato                                                                    |
| 2008 | Presto                              | Presto              | Doug Sweetland                | WALL•E               | Academy Awards - Miglior cortometraggio animato Annie Awards - Miglior cortometraggio animato                      |
| 2009 | Parzialmente nuvoloso               | Partly Cloudy       | Peter Sohn                    | Up                   | — |
| 2010 | Quando il giorno incontra la notte  | Day & Night         | Teddy Newton                  | Toy Story 3          | Academy Awards - Miglior cortometraggio animato Annie Awards - Miglior cortometraggio animato                      |
| 2011 | La luna                             | La luna             | Enrico Casarosa               | Ribelle              | Academy Awards - Miglior cortometraggio animato Annie Awards - Miglior cortometraggio animato                      |
| 2013 | L'ombrello blu                      | The Blue Umbrella   | Saschka Unseld                | Monsters University  | — |
| 2014 | Lava                                | Lava                | James Ford Murphy             | Inside Out           | — |
| 2015 | Il super team di Sanjay             | Sanjay's Super Team | Sanjay Patel                  | Il viaggio di Arlo   | Academy Awards - Miglior cortometraggio animato                                                                    |
| 2016 | Piper                               | Piper               | Alan Barillaro                | Alla ricerca di Dory | Academy Awards - Miglior cortometraggio animato Annie Awards - Miglior soggetto per un cortometraggio d'animazione |
| 2017 | Lou                                 | Lou                 | Dave Mullins                  | Cars 3               | Academy Awards - Miglior cortometraggio animato                                                                    |
| 2018 | Bao                                 | Bao                 | Domee Shi                     | Gli Incredibili 2    | Academy Awards - Miglior cortometraggio animato                                                                    |
| 2023 | L’appuntamento di Carl              | Carl’s Date         | Bob Peterson                  | Elemental            | — |

## Cortometraggi per l'Home video, la televisione e per lo streaming
| Anno | Titolo                                                   | Titolo originale             | Regia                     | Tratto dal film:     | Premi                                           |
| ---- | -------------------------------------------------------- | ---------------------------- | ------------------------- | -------------------- | ----------------------------------------------- |
| 2002 | La nuova macchina di Mike                                | Mike's New Car               | Pete Docter e Roger Gould | Monsters & Co.       | Academy Awards - Miglior cortometraggio animato |
| 2005 | L'attacco di Jack-Jack                                   | Jack-Jack Attack             | Brad Bird                 | Gli Incredibili      | —                                               |
| 2005 | Le avventure di Mr. Incredibile                          | Mr. Incredible and Pals      | Roger Gould               | Gli Incredibili      | —                                               |
| 2006 | Carl Attrezzi e la luce fantasma                         | Mater and the Ghostlight     | John Lasseter             | Cars                 | —                                               |
| 2007 | Il tuo amico topo                                        | Your Friend the Rat          | Jim Capobianco            | Ratatouille          | Annie Awards - Miglior cortometraggio animato   |
| 2008 | BURN•E                                                   | BURN•E                       | Angus MacLane             | WALL•E               | —                                               |
| 2009 | La missione speciale di Dug                              | Dug's Special Mission        | Ronnie del Carmen         | Up                   | —                                               |
| 2009 | George e A.J.                                            | George & A.J.                | Josh Cooley               | Up                   | —                                               |
| 2012 | La leggenda di Mor'du                                    | The legend of Mor'du         | Bryan Larsen              | Ribelle - The Brave  | —                                               |
| 2014 | Centro Feste                                             | Party Central                | Kelsey Mann               | Monsters University  | —                                               |
| 2015 | Il primo appuntamento di Riley                           | Riley's first date?          | Josh Cooley               | Inside Out           | —                                               |
| 2016 | Alla ricerca di Dory - Interviste al parco oceanografico | Marine Life Interviews       | Ross Stevenson            | Alla ricerca di Dory | —                                               |
| 2017 | Scuooola per piloti di Miss Fritter                      | Miss Fritter's Racing Skoool | James Ford Murphy         | Cars 3               | —                                               |
| 2017 | Il pranzo di Dante - Un breve racconto                   | Dante’s Lunch -A Short Tail  | Lee Unkrich e Jason Katz  | Coco                 | —                                               |
| 2018 | Zietta Edna                                              | Auntie Edna                  | Ted Mathot                | Gli Incredibili 2    | —                                               |
| 2019 | Vita da lampada                                          | Lamp Life                    | Valerie LaPointe          | Toy Story 4          | —                                               |
| 2021 | 22 contro la Terra                                       | 22 vs. Earth                 | Kevin Nolting             | Soul                 | —                                               |
| 2021 | Ciao Alberto                                             | Ciao Alberto                 | McKenna Harris            | Luca                 | —                                               |

### Cars Toons
| Anno                         | Titolo                                | Titolo originale                  | Regia                                                              | Serie animata                             |
| ---------------------------- | ------------------------------------- | --------------------------------- | ------------------------------------------------------------------ | ----------------------------------------- |
| 2008                         | Cricchetto pompiere provetto          | Rescue Squad Mater                | John Lasseter, Victor Navone (co-regista) e Rob Gibbs (co-regista) | Le incredibili storie di Carl Attrezzi    |
| 2008                         | Cricchetto audace d'impatto           | Mater the Greater                 | John Lasseter, Victor Navone (co-regista) e Rob Gibbs (co-regista) | Le incredibili storie di Carl Attrezzi    |
| 2008                         | Cricchetto torero perfetto            | El Materdor                       | John Lasseter, Victor Navone (co-regista) e Rob Gibbs (co-regista) | Le incredibili storie di Carl Attrezzi    |
| 2009                         | Cricchetto U.F.O.                     | U.F.M.: Unidentified Flying Mater | John Lasseter, Victor Navone (co-regista) e Rob Gibbs (co-regista) | Le incredibili storie di Carl Attrezzi    |
| 2009                         | Cricchetto ninja-carro nervosetto*    | Tokyo Mater                       | John Lasseter, Victor Navone (co-regista) e Rob Gibbs (co-regista) | Le incredibili storie di Carl Attrezzi    |
| 2010                         | Cricchetto Monster Truck              | Monster Truck Mater               | John Lasseter, Victor Navone (co-regista) e Rob Gibbs (co-regista) | Le incredibili storie di Carl Attrezzi    |
| 2010                         | Cricchetto Heavy Metal                | Heavy Metal Mater                 | John Lasseter, Victor Navone (co-regista) e Rob Gibbs (co-regista) | Le incredibili storie di Carl Attrezzi    |
| 2010                         | Cricchetto astronauta provetto        | Moon Mater                        | John Lasseter, Victor Navone (co-regista) e Rob Gibbs (co-regista) | Le incredibili storie di Carl Attrezzi    |
| 2010                         | Cricchetto investigatore furbetto     | Mater Private Eye                 | John Lasseter, Victor Navone (co-regista) e Rob Gibbs (co-regista) | Le incredibili storie di Carl Attrezzi    |
| 2011                         | Cricchetto pilota con brevetto        | Air Mater                         | John Lasseter, Victor Navone (co-regista) e Rob Gibbs (co-regista) | Le incredibili storie di Carl Attrezzi    |
| 2012                         | Cricchetto e la macchina del tempo    | Time Travel Mater                 | John Lasseter, Victor Navone (co-regista) e Rob Gibbs (co-regista) | Le incredibili storie di Carl Attrezzi    |
| Racconti da Radiator Springs |                                       |                                   |                                                                    |                                           |
| 2013                         | Singhiozzo                            | Hiccups                           | Jeremy Lasky                                                       | Cars Toons - Racconti da Radiator Springs |
| 2013                         | Infastidito                           | Bugged                            | Jeremy Lasky                                                       | Cars Toons - Racconti da Radiator Springs |
| 2013                         | Un giocoliere da strapazzo            | Spinning                          | Jeremy Lasky                                                       | Cars Toons - Racconti da Radiator Springs |
| 2014                         | La 500 Miglia e ½ di Radiator Springs | The Radiator Springs 500 ½        | Rob Gibbs, Scott Morse (co-regista)                                | Cars Toons - Racconti da Radiator Springs |

* Distribuito al cinema, negli Stati Uniti

### Toy Story Toons
| Anno | Titolo                  | Titolo originale  | Regia         | Allegato a                                                                                           |
| ---- | ----------------------- | ----------------- | ------------- | --- |
| 2011 | Vacanze hawaiiane       | Hawaiian Vacation | Gary Rydstrom | Cars 2                                                                                               |
| 2011 | Buzz a sorpresa         | Small Fry         | Angus MacLane | I Muppet                                                                                             |
| 2012 | Non c'è festa senza Rex | Partysaurus Rex   | Mark Walsh    | Al cinema con Alla ricerca di Nemo (riedizione 3D), in home video con Monsters & Co. (riedizione 3D) |

#### Speciali per la televisione
| Anno | Titolo                          | Titolo originale           | Regia         | Premi |
| ---- | ------------------------------- | -------------------------- | ------------- | --- |
| 1996 | Toy Story Treats                | Toy Story Treats           | —             | — |
| 2013 | Toy Story of Terror!            | Toy Story of Terror!       | Angus MacLane | Annie Awards - Miglior regia in una produzione televisiva - Miglior Storyboarding in una produzione televisiva - Miglior animazione dei personaggi in una produzione televisiva |
| 2014 | Toy Story: Tutto un altro mondo | Toy Story That Time Forgot | Steve Purcell | 7 nomination agli Annie Awards 2015 |

### Cortometraggi progetto SparkShorts
| Anno | Titolo         | Regia              | Pubblicazione | Premi                                           |
| ---- | -------------- | ------------------ | ------------- | ----------------------------------------------- |
| 2018 | Purl           | Kristen Lester     | YouTube       |                                                 |
| 2019 | Smash and Grab | Brian Larsen       | YouTube       |                                                 |
| 2019 | Kitbull        | Rosana Sullivan    | YouTube       | Academy Awards - Miglior cortometraggio animato |
| 2019 | Float          | Bobby Rubio        | Disney+       |                                                 |
| 2019 | Wind           | Edwin Chang        | Disney+       |                                                 |
| 2020 | Loop           | Erica Milsom       | Disney+       |                                                 |
| 2020 | Out            | Steven Clay Hunter | Disney+       |                                                 |
| 2020 | La tana        | Madeline Sharafian | Disney+       | Academy Awards - Miglior cortometraggio animato |
| 2021 | Vent'anni      | Aphton Corbin      | Disney+       |                                                 |
| 2021 | Nona           | Louis Gonzales     | Disney+       |                                                 |
| 2024 | Self           | Searit Huluf       |               |                                                 |

### I perché di Forky(Forky Asks a Question)
| Anno        | Titolo                          | Titolo originale    | Regia        | Pubblicazione |
| ----------- | ------------------------------- | ------------------- | ------------ | ------------- |
| 2019 - 2020 | Che cosa sono i soldi?          | What is Money?      | Bob Peterson | Disney+       |
| 2019 - 2020 | Che cos'è un amico?             | What is a Friend?   | Bob Peterson | Disney+       |
| 2019 - 2020 | Che cos'è l'arte?               | What is Art?        | Bob Peterson | Disney+       |
| 2019 - 2020 | Che cos'è il tempo?             | What is Time?       | Bob Peterson | Disney+       |
| 2019 - 2020 | Che cos'è l'amore?              | What is Love?       | Bob Peterson | Disney+       |
| 2019 - 2020 | Che cos'è un computer?          | What is a Computer? | Bob Peterson | Disney+       |
| 2019 - 2020 | Che cos'è un leader?            | What is a Leader?   | Bob Peterson | Disney+       |
| 2019 - 2020 | Che cos'è un animale domestico? | What is a Pet?      | Bob Peterson | Disney+       |
| 2019 - 2020 | Che cos'è il formaggio?         | What is Cheese?     | Bob Peterson | Disney+       |
| 2019 - 2020 | Che cos'è la lettura?           | What is Reading?    | Bob Peterson | Disney+       |

### Pixar Popcorn
| Anno | Titolo                                             | Titolo originale                               | Franchise            | Regia                       | Pubblicazione |
| ---- | -------------------------------------------------- | ---------------------------------------------- | -------------------- | --------------------------- | ------------- |
| 2021 | Verso il fitness e oltre                           | To Fitness and Beyond                          | Toy Story            | Adam_Rodríguez              | Disney+       |
| 2021 | Parcheggio creativo                                | Unparalleled Parking                           | Cars                 | James Ford Murphy           | Disney+       |
| 2021 | Le scoperte di Dory                                | Dory Finding                                   | Alla ricerca di Dory | Michal Makarewicz           | Disney+       |
| 2021 | Il soul della città                                | Soul of the City                               | Soul                 | Christopher Chua            | Disney+       |
| 2021 | Parlando di fuffa con Ducky e Bunny : L'amore      | Fluffy Stuff with Ducky and Bunny: Love        | Toy Story            | Robert H. Russ              | Disney+       |
| 2021 | Faccende di casa con gli Incredibili               | Chore Day the Incredibles Way                  | Gli Incredibili      | Alan Barillaro              | Disney+       |
| 2021 | Una giornata da defunto                            | A Day in the Life of the Dead                  | Coco                 | Allison Rutland             | Disney+       |
| 2021 | Parlando di fuffa con Ducky e Bunny : Le tre teste | Fluffy Stuff with Ducky and Bunny: Three Heads | Toy Story            | Robert H. Russ              | Disney+       |
| 2021 | Ballando con le ruote                              | Dancing with the Cars                          | Cars                 | Juan Carlos Navarro Carrión | Disney+       |
| 2021 | Biscotto Gnam Gnam                                 | Cookie Num Num                                 | Gli Incredibili      | Jae Hyung Kim               | Disney+       |

### Una vita da Dug(Dug Days)
| Anno | Titolo             | Titolo originale | Regia        | Pubblicazione |
| ---- | ------------------ | ---------------- | ------------ | ------------- |
| 2021 | Scoiattolo!        | Squirrel!        | Bob Peterson | Disney+       |
| 2021 | Cuccioli           | Puppies          | Bob Peterson | Disney+       |
| 2021 | L'odore            | Flowers          | Bob Peterson | Disney+       |
| 2021 | Fuochi d'artificio | Smell            | Bob Peterson | Disney+       |
| 2021 | Scienza            | Science          | Bob Peterson | Disney+       |

### Cars on the Road
| Anno | Titolo                     | Titolo originale | Regia         | Pubblicazione |
| ---- | -------------------------- | ---------------- | ------------- | ------------- |
| 2022 | Dino Park                  | Dino Park        | Steve Purcell | Disney+       |
| 2022 | Non aprite quella portiera | Lights Out       | Steve Purcell | Disney+       |
| 2022 | Razz'Attrezzi              | Salt Fever       | Brian Fee     | Disney+       |
| 2022 | Miti e leggende            | The Legend       | Brian Fee     | Disney+       |
| 2022 | Evviva il circo!           | Show Time        | Bobby Podesta | Disney+       |
| 2022 | Cose da camion             | Trucks           | Bobby Podesta | Disney+       |
| 2022 | Saetta guest star          | B-Movie          | Brian Fee     | Disney+       |
| 2022 | Il tuono del cono          | Road Rumblers    | Steve Purcell | Disney+       |
| 2022 | Nozze a sorpresa           | Gettin’ Hitched  | Bobby Podesta | Disney+       |

## Cortometraggi promozionali
| Anno | Titolo                                               | Titolo originale                               | Film promosso |
| ---- | ---------------------------------------------------- | ---------------------------------------------- | ------------- |
| 2010 | Intervista a Ken                                     | Groovin' with Ken                              | Toy Story 3   |
| 2010 | I consigli di Ken - Conosci te stesso, sii te stesso | Ken's dating tips - Know Yourself, Be Yourself | Toy Story 3   |
| 2010 | I consigli di Ken - Farsi desiderare                 | Ken's dating tips - Play Hard to Get           | Toy Story 3   |
| 2010 | I consigli di Ken - La Comunicazione è tutto         | Ken's dating tips - Communication is Key       | Toy Story 3   |
| 2017 | Il pranzo di Dante                                   | Dante's Lunch                                  | Coco          |

## Video e cortometraggi speciali
- La Pixar ha prodotto anche dei brevi documentari cortometraggi:
  - Esplorando la barriera corallina (Exploring the reef), inserito come extra nel DVD di Alla ricerca di Nemo.
  - Vowellet: An Essay by Sarah Vowell, inserito come extra nel DVD Region 1 di Gli Incredibili, non presente nella versione europea (Region 2).
  - Chi è Bud Luckey (Who is Bud Luckey), è inserito nel DVD come Extra di Gli Incredibili.
- In occasione dell'esposizione per il ventennale della Pixar al Museum of Modern Art di New York, Andrew Jimenez e Gary Rydstrom hanno preparato un video con le bozze e i concept art dei film Pixar dove i protagonisti dei film, ancora in stato embrionale di realizzazione, fungevano da guida ai visitatori dell'esposizione. Questa installazione artistica è intitolata Artscape.
- La Pixar University (il vivaio di artisti interno alla Pixar) ha prodotto nel 2007 il suo primo cortometraggio, un live-action di 21 minuti dal titolo Violet, diretto da Mark Andrews e con le musiche di Alex Mendel, presentato al http://mvff.inticketing.com/filmevent.php?eventid=19268&sort=etitle[collegamento interrotto] a ottobre.
- La Pixar inoltre ha prodotto quattro brevi filmati con Luxo, il protagonista del loro primo cortometraggio, per la serie televisiva educativa Sesamo apriti del Jim Henson Workshop. Questi video sono inseriti come extra nella compilation I corti Pixar collection - primo volume.
  - Surprise
  - Light & Heavy
  - Up & Down
  - Front & Back
- Nella compilation I corti Pixar collection - primo volume sono nascosti come easter egg tre filmati:
  - Luxo Junior (wireframe rendering)
  - 1986, "Beach chair", di Eben Ostby (animazione di prova)
  - 1986, "Flags and waves", di Bill Reeves e Alain Fournier (animazione di prova)